# Gare de Bessay-sur-Allier
Gare de Bessay-sur-Allier – przystanek kolejowy w Bessay-sur-Allier, w departamencie Allier, w regionie Owernia-Rodan-Alpy, we Francji.
Jest przystankiem kolejowym Société nationale des chemins de fer français (SNCF), obsługiwanym przez pociągi TER Auvergne.

## Położenie
Znajduje się na wysokości 223 m n.p.m., na km 326,461 linii Moret – Lyon, pomiędzy stacjami Moulins-sur-Allier i Varennes-sur-Allier.

## Usługi
Jest obsługiwany przez pociągi TER Auvergne kursujące między Nevers, Moulins i Clermont-Ferrand.